# Joe E. Williams
Joe E. Williams (* 26. November 1974 in Chicago) ist ein US-amerikanischer Ringer. Er ist zweifacher Medaillengewinner bei Weltmeisterschaften und Olympia-Fünfter 2004 jeweils im freien Stil im Weltergewicht.

## Werdegang
Joe Williams begann als Jugendlicher im Jahre 1982 beim Harvey Twister WC (Wrestling Club) in Chicago mit dem Ringen. Während des Besuchs der Mtt. Carmel High School in Chicago entwickelte er sich beim Trainer Bill Weick zu einem hervorragenden Freistilringer, der viermal die High-School-Meisterschaft des Staates Illinois gewann. Anschließend besuchte er die University of Iowa, wo er in die Hände der Spitzentrainer Dan Gable und Jim Zalesky kam, die ihn weiter formten. In den Jahren 1996, 1997 und 1999 gewann er dreimal die NCAA Div. I Championships im Weltergewicht (das entspricht der US-amerikanischen Studentenmeisterschaft).
Im Jahre 1999 schloss er sein Studium ab. Er wurde Mitglied des renommierten Ringerclubs Sunkist Kids WC. Dort wurde Thomas Brands sein Trainer. 1999 wurde er auch erstmals US-amerikanischer Meister im Weltergewicht und qualifizierte sich für die Teilnahme bei den Panamerikanischen Spielen in Winnipeg und den Weltmeisterschaften in Ankara. Das Turnier in Winnipeg gewann er vor Yosmany Romero Rodríguez aus Kuba und Manuel García Cardona aus Puerto Rico. Bei der Weltmeisterschaft in Ankara siegte er in seinen ersten vier Kämpfen, wobei sein Sieg über den Südkoreaner Moon Eui-jae mit 6:1 techn. Punkten besonders herausragte. Gegen Adam Saitijew aus Russland verlor er aber im Halbfinale nach Punkten und musste sich danach im Kampf um die Bronzemedaille auch dem Türken Adem Bereket geschlagen geben.
Im Jahre 2000 wurde er bei der US-amerikanischen Meisterschaft von Brandon Slay auf den 2. Platz verwiesen. An diesem Ringer scheiterte er dann auch bei der Olympiaausscheidung (Trials). Brandon Slay wurde dann in Sydney, obwohl er das olympische Finale gegen Alexander Leipold aus Deutschland verloren hatte, Olympiasieger, weil Leipold wegen Dopings disqualifiziert werden musste.
Joe Williams wurde im Jahre 2001 zum zweiten Mal USA-Meister im Weltergewicht und gewann danach bei der Weltmeisterschaft in Sofia seine erste WM-Medaille. Nach vier Siegen unterlag er dort im Halbfinale Buwaissar Saitijew aus Russland äußerst knapp nach Punkten (4:5 techn. Punkte). Im Kampf um die Bronzemedaille besiegte er Rodion Kertanti aus der Slowakei haushoch mit 10:0 techn. Punkten.
Im Jahre 2002 gewann Joe Williams erneut den Titel im Weltergewicht bei der US-amerikanischen Meisterschaft. An der Weltmeisterschaft in Teheran konnte er aber nicht teilnehmen, weil die Vereinigten Staaten keine Mannschaft dorthin entsandte. Dafür siegte er beim Welt-Cup in Spokane vor Irbek Farnijew aus Russland und Alexander Leipold.
Nach seinem vierten Titelgewinn bei der US-amerikanischen Meisterschaft 2003, dem 2004 und 2005 noch zwei weitere folgten, enttäuschte er ausgerechnet bei der Weltmeisterschaft 2003 in New York, denn er verlor dort in seinem zweiten Kampf gegen den Iraner Hadi Habibi und kam auch mit einem anschließenden Sieg über Jhonny José Cedero aus Venezuela nur mehr auf den 13. Platz.
Im Jahre 2004 qualifizierte er sich mit einem Sieg über Joe Heskett bei den Trials für die US-amerikanische Olympiamannschaft in Athen. Die internationale Qualifikation holte er sich dabei mit einem Turniersieg bei der Qualifikation in Bratislava, wo er im Weltergewicht vor Iván Fundora aus Kuba, Araik Geworgjan aus Armenien und Daniel Igali aus Kanada gewann. In Athen gewann Joe Williams seine beiden ersten Kämpfe, verlor aber dann im Halbfinale gegen Gennadi Lalijew aus Kasachstan knapp mit 2:3 techn. Punkten und zum Kampf um die Bronzemedaille gegen Murad Hajdarau aus Belarus wegen einer Verletzung nicht mehr antreten. Er belegte damit den 5. Platz.
2005 gewann er dann bei der Weltmeisterschaft in Budapest seine zweite WM-Medaille im Weltergewicht. Diese gewann er mit einem Sieg über Alexandru Burcă aus Moldawien, nachdem er im Halbfinale gegen den Ungarn Árpád Ritter verloren hatte.
Im Jahre 2006 pausierte Joe Williams bei den internationalen Meisterschaften. Er rückte in das Mittelgewicht auf und ging wieder bei der Weltmeisterschaft 2007 in Baku an den Start. Ihm gelang dort gegen Árpád Ritter die Revanche und er besiegte auch den Deutschen David Bichinashvili. Gegen Georgi Ketojew aus Russland musste er aber eine klare Punktniederlage (0:8 techn. Punkte) hinnehmen. Er stand damit im Kampf um die Bronzemedaille Reza Yazdani aus dem Iran gegenüber, gegen den er aber ebenfalls nach Punkten verlor.
Zum Abschluss seiner internationalen Karriere gelang ihm im Jahre 2008 in Colorado Springs noch einmal ein Sieg bei den Panamerikanischen Meisterschaften. Er siegte dort im Mittelgewicht vor Jorlys Ariel Mosquera aus Kuba und Antoine Jaoude aus Brasilien.
Joe E. Williams, der seit 2002 Trainer an der University of Iowa ist, wohnt in Camden, IA und betreibt auch noch den Northern Illinois Wrestling Academy & Club in Machesny Park, Ill. als Cheftrainer und Manager.

## Internationale Erfolge
| Jahr | Platz | Wettbewerb                                         | Gewichtsklasse | |
| ---- | ----- | -------------------------------------------------- | -------------- | --- |
| 1999 | 1.    | Panamerikanische Spiele in Winnipeg                | Welter         | vor Yosmany Romero Rodríguez, Kuba, und Manuel García Cardena, Puerto Rico |
| 1999 | 4.    | WM in Ankara                                       | Welter         | mit Siegen über Habetnah Kurginjan, Armenien, Zhang Wenjan, China, Daniel Gonzales Aguillera, Kuba, und Moon Eui-jae, Südkorea, und Niederlagen gegen Adam Saitijew, Russland, und Adem Bereket, Türkei                              |
| 2000 | 1.    | Weltcup in Fairfax                                 | Welter         | vor Schamil Alijew, Russland, Daniel Gonzales Aguillera und Alik Musajew, Ukraine |
| 2001 | 1.    | Weltcup in Baltimore                               | Welter         | vor Mehdi Akhbarnejad, Iran, und Gökhan Yavaşer, Türkei |
| 2001 | 3.    | WM in Sofia                                        | Welter         | mit Siegen über Nicholas Ugoalah, Kanada, Salvatore Rinella, Italien, Eugen Preda, Rumänien, und Mehdi Hajizadeh Jouibari, Iran, einer Niederlage gegen Buwaissar Saitijew, Russland, und einem Sieg über Rodion Kertanti, Slowakei  |
| 2002 | 1.    | Weltcup in Spokane                                 | Welter         | vor Irbek Farnijew, Russland u. Alexander Leipold, Deutschland |
| 2003 | 1.    | Weltcup in Boise/USA                               | Welter         | vor Sasa Sasirow, Ukraine, Inal Dschgusow, Russland, Kirk White, Weltauswahl, und Dominik Zeh, Deutschland |
| 2003 | 1.    | Panamerikanische Spiele in Santo Domingo           | Welter         | vor Zoltan Hunyady, Kanada, und Daniel Gonzales Aguillera |
| 2003 | 13.   | WM in New York                                     | Welter         | mit einem Sieg über Ivan Diaconu, Moldawien, einer Niederlage gegen Hadi Habibi, Iran, und einem Sieg über Jhonny José Cedero, Venezuela                                                                                             |
| 2004 | 1.    | Olympia-Qualifikationsturnier in Bratislava        | Welter         | vor Iván Fundora, Kuba, Araik Geworgjan, Armenien, und Daniel Igali, Kanada |
| 2004 | 5.    | OS in Athen                                        | Welter         | mit Siegen über Gela Sagiraschwili, Georgien u. Mehdi Hajizadeh Jouibari, einer Niederlage gegen Gennadi Lalijew, Kasachstan, und einer kampflosen Niederlage gegen Murad Hajdarau, Belarus                                          |
| 2005 | 1.    | „Dave-Schultz“-Memorial in Colorado Springs        | Mittel         | vor Andy Hrovat, Tyler Nixt und Kyle Hansen, alle USA |
| 2005 | 3.    | Weltcup in Taschkent                               | Welter         | hinter Iván Fundora und Artur Schutajew, Russland, vor Hadi Habibi und Soslan Tigiyev, Usbekistan |
| 2005 | 3.    | WM in Budapest                                     | Welter         | mit Siegen über Kunihiko Obata, Japan, Ahmet Gülhan, Türkei, und Soslan Tigiyev, einer Niederlage gegen Árpád Ritter, Ungarn, und einem Sieg über Alexandru Burcă, Moldawien                                                         |
| 2006 | 1.    | „Dave-Schultz“-Memorial in Colorado Springs        | Welter         | vor Nikolaj Paslar, Bulgarien, und Denis Zargusch, Russland |
| 2006 | 1.    | Grand-Prix-Turnier in Taschkent                    | Welter         | vor Gela Saghirischwili, Georgien, und Arsen Gitinow, Russland |
| 2007 | 5.    | WM in Baku                                         | Mittel         | mit Siegen über Thomas Bucheli, Schweiz, Árpád Ritter und Saslan Hatzyjeu, Belarus, einer Niederlage gegen Georgi Ketojew, Russland, einem Sieg über David Bichinashvili, Deutschland, und einer Niederlage gegen Reza Yazdani, Iran |
| 2008 | 1.    | Panamerikanische Meisterschaft in Colorado Springs | Mittel         | vor Jorlys Ariel Mosquero, Kuba, und Antoine Jaoude, Brasilien |